# Nederländska cupen (volleyboll, damer)
Nederländska cupen i volleyboll för damer är en årlig tävling i Nederländerna, organiserad av Nederlandse Volleybalbond.

## Resultat per år
| Upplaga                 | Upplaga               | Podium           | Podium        | Podium           |
| Säsong                  | Spelplats för finalen | Mästare          | Matchresultat | Finalist         |
| ----------------------- | --------------------- | ---------------- | ------------- | ---------------- |
| 1973-74 mer information | -                     | VCH Hoofddorp    | -             | -                |
| 1974-75 mer information | -                     | VCH Hoofddorp    | -             | -                |
| 1975-76 mer information | -                     | VCH Hoofddorp    | -             | -                |
| 1976-77 mer information | -                     | VCH Hoofddorp    | -             | -                |
| 1977-78 mer information | -                     | VCH Hoofddorp    | -             | -                |
| 1978-79 mer information | -                     | VV Corbulo       | -             | -                |
| 1979-80 mer information | -                     | Dokkum Volleybal | -             | -                |
| 1980-81 mer information | -                     | Dokkum Volleybal | -             | -                |
| 1981-82 mer information | -                     | VV Corbulo       | -             | -                |
| 1982-83 mer information | -                     | Dokkum Volleybal | -             | -                |
| 1983-84 mer information | -                     | VV Orion         | -             | -                |
| 1984-85 mer information | -                     | AMVJ             | -             | -                |
| 1985-86 mer information | -                     | Olympus Sneek    | -             | -                |
| 1986-87 mer information | -                     | Olympus Sneek    | -             | -                |
| 1987-88 mer information | -                     | Olympus Sneek    | -             | -                |
| 1988-89 mer information | -                     | Olympus Sneek    | -             | -                |
| 1989-90 mer information | -                     | VV Martinus      | -             | -                |
| 1990-91 mer information | -                     | VV Martinus      | -             | -                |
| 1991-92 mer information | -                     | Olympus Sneek    | -             | -                |
| 1992-93 mer information | -                     | VVC Vught        | -             | -                |
| 1993-94 mer information | -                     | VVC Vught        | -             | -                |
| 1994-95 mer information | -                     | AMVJ             | -             | -                |
| 1995-96 mer information | -                     | VVC Vught        | -             | -                |
| 1996-97 mer information | -                     | VVC Vught        | -             | -                |
| 1997-98 mer information | -                     | VV Pollux        | -             | -                |
| 1998-99 mer information | -                     | Volco Ommen      | 3 - 1         | VVC Vught        |
| 1999-00 mer information | -                     | VC Weert         | 3 - 2         | VV Pollux        |
| 2000-01 mer information | -                     | VV Pollux        | 3 - ?         | Sliedrecht Sport |
| 2001-02 mer information | -                     | Longa '59        | 3 - 0         | VV Pollux        |
| 2002-03 mer information | -                     | VV Pollux        | 3 - 0         | Longa '59        |
| 2003-04 mer information | -                     | Longa '59        | 3 - 0         | VV Pollux        |
| 2004-05 mer information | -                     | Longa '59        | 3 - ?         | -                |
| 2005-06 mer information | -                     | VV Martinus      | 3 - 1         | Longa '59        |
| 2006-07 mer information | -                     | VV Martinus      | 3 - 1         | Longa '59        |
| 2007-08 mer information | -                     | VV Martinus      | 3 - 0         | Sliedrecht Sport |
| 2008-09 mer information | -                     | VV Martinus      | 3 - 1         | VV Alterno       |
| 2009-10 mer information | -                     | TVC Amstelveen   | 3 - 0         | VV Alterno       |
| 2010-11 mer information | -                     | VC Weert         | 3 - 0         | VC Sneek         |
| 2011-12 mer information | -                     | Sliedrecht Sport | 3 - 0         | VC Weert         |
| 2012-13 mer information | -                     | VV Alterno       | 3 - 2         | VV Pollux        |
| 2013-14 mer information | -                     | VC Sneek         | 3 - 1         | VV Peelpush      |
| 2014-15 mer information | -                     | Sliedrecht Sport | 3 - 2         | VC Sneek         |
| 2015-16 mer information | -                     | Team Eurosped    | 3 - 1         | VV Set-Up'65     |
| 2016-17 mer information | -                     | VC Sneek         | 3 - 1         | Sliedrecht Sport |
| 2017-18 mer information | Hoogeveen             | Sliedrecht Sport | 3 - 0         | Team Eurosped    |
| 2018-19 mer information | Zwolle                | Sliedrecht Sport | 3 - 0         | Apollo 8         |
| 2019-20 mer information | 's-Hertogenbosch      | Sliedrecht Sport | 3 - 0         | VCN              |
| 2020-21 mer information | Groningen             | Apollo 8         | 3 - 1         | VCN              |
| 2021-22 mer information | Ede                   | Sliedrecht Sport | 3 - 1         | Utrecht          |
| 2022-23 mer information | 's-Hertogenbosch      | Sliedrecht Sport | 3 - 1         | Utrecht          |

## Resultat per klubb
| Lag              | Antal titlar | Säsonger                                                      |
| ---------------- | ------------ | ------------------------------------------------------------- |
| Sliedrecht Sport | 6            | 2011-12, 2014-15, 2017-18, 2018-19, 2019-20, 2021-22, 2022-23 |
| VV Martinus      | 6            | 1989-90, 1990-91, 2005-06, 2006-07, 2007-08, 2008-09          |
| VCH Hoofddorp    | 5            | 1973-74, 1974-75, 1975-76, 1976-77, 1977-78                   |
| Olympus Sneek    | 5            | 1985-86, 1986-87, 1987-88, 1988-89, 1991-92                   |
| VVC Vught        | 4            | 1992-93, 1993-94, 1995-96, 1996-97                            |
| Dokkum Volleybal | 3            | 1979-80, 1980-81, 1982-83                                     |
| VV Pollux        | 3            | 1997-98, 2000-01, 2002-03                                     |
| Longa '59        | 3            | 2001-02, 2003-04, 2004-05                                     |
| VV Corbulo       | 2            | 1978-79, 1981-82                                              |
| AMVJ             | 2            | 1984-85, 1994-95                                              |
| VC Weert         | 2            | 1999-00, 2010-11                                              |
| VC Sneek         | 2            | 2013-14, 2016-17                                              |
| VV Orion         | 1            | 1983-84                                                       |
| Volco Ommen      | 1            | 1998-99                                                       |
| TVC Amstelveen   | 1            | 2009-10                                                       |
| VV Alterno       | 1            | 2013-14                                                       |
| Team Eurosped    | 1            | 2015-16                                                       |
| Apollo 8         | 1            | 2020-21                                                       |